# Рейне Висел
Рейне Висел (на шведски: Reine Wisell, роден на 30 септември 1941) е пилот от Швеция. Участва в общо 23 състезания от Формула 1, като дебютира на 4 октомври 1970 за Голямата награда на САЩ, където финишира 3-ти. Това е първият и последен подиум на шведа. В кариерата си записва 13 точки през 5-те сезона, които прекарва във Формула 1. Също така участва и в нешампионатните състезания за Формула 1.
През 1967 г. е шампион на Швеция във Формула 3.